# Verena Sailer
Verena Sailer (* 16. Oktober 1985 in Illertissen) ist eine ehemalige deutsche Sprinterin. Im Jahre 2010 gewann sie bei den Europameisterschaften in Barcelona die Goldmedaille im 100-Meter-Lauf. Beim Internationalen Stadionfest Berlin (ISTAF) gab Sailer im September 2015 überraschend das Ende ihrer sportlichen Karriere bekannt.

## Beruflicher Werdegang
2009 studierte sie Sportmanagement an der Hochschule für angewandtes Management in Erding. Nach dem Bachelor in Sportmanagement will Sailer nach Beendigung ihrer sportlichen Laufbahn den Master in Wirtschaftspsychologie abschließen. Sailer ist erste Stipendiatin der Förderinitiative BMI-Sprungbrett, mit der das Bundesministerium des Inneren ehemalige Spitzenathleten beim Einstieg in das Berufsleben unterstützen will.

## Sportliche Karriere
Sailer begann im Jahre 1997 als zwölfjährige Schülerin beim Sportclub Vöhringen mit der Leichtathletik. Im Jahr 2003 wurde sie Deutsche Jugendmeisterin, 2004 und 2005 Deutsche Juniorenmeisterin. 2003 erreichte sie den sechsten Platz bei den Junioreneuropameisterschaften, 2004 den fünften Platz bei den Juniorenweltmeisterschaften. 2005 gewann sie bei den U23-Europameisterschaften Bronze im 100-Meter-Lauf und Silber mit der 4-mal-100-Meter-Staffel. 2006 und 2007 wurde sie jeweils Deutsche Meisterin über 100 Meter im Freien und Vizemeisterin über 60 Meter in der Halle. 2006 startete sie außerdem bei den Europameisterschaften in Göteborg, bei denen sie das Halbfinale erreichte. Die U23-Europameisterschaften 2007 schloss sie mit Gold im 100-Meter-Lauf und Silber mit der Staffel ab.
Auch bei den Weltmeisterschaften 2007 in Ōsaka trat Sailer im Einzel an und erreichte den Zwischenlauf. Mit der deutschen Staffel nahm sie am Finale teil und belegte Platz sieben in 43,51 s. 2008 wurde sie Deutsche Hallenmeisterin über 60 Meter und holte im Freien den dritten Deutschen Meistertitel in Folge über 100 Meter. Außerdem verbesserte sie in dieser Disziplin am 5. Juli in Nürnberg ihren persönlichen Rekord auf 11,28 s. Bei den Olympischen Spielen 2008 in Peking erreichte sie mit der 4-mal-100-Meter-Staffel im Finale den 4. Platz.
Im Jahr 2009 gewann sie bei den Halleneuropameisterschaften in Turin über 60 Meter die Bronzemedaille mit einer Zeit von 7,22 s. In der Freiluftsaison wurde sie in Ulm 2009 Deutsche Meisterin über 100 Meter mit neuer persönlicher Bestzeit von 11,18 s. Bei den Weltmeisterschaften 2009 in Berlin gewann Sailer als Schlussläuferin der 4-mal-100-Meter-Staffel die Bronzemedaille. Damit war sie in diesem Jahr die schnellste Europäerin und die schnellste weiße Frau der Welt auf der Kurzstrecke.

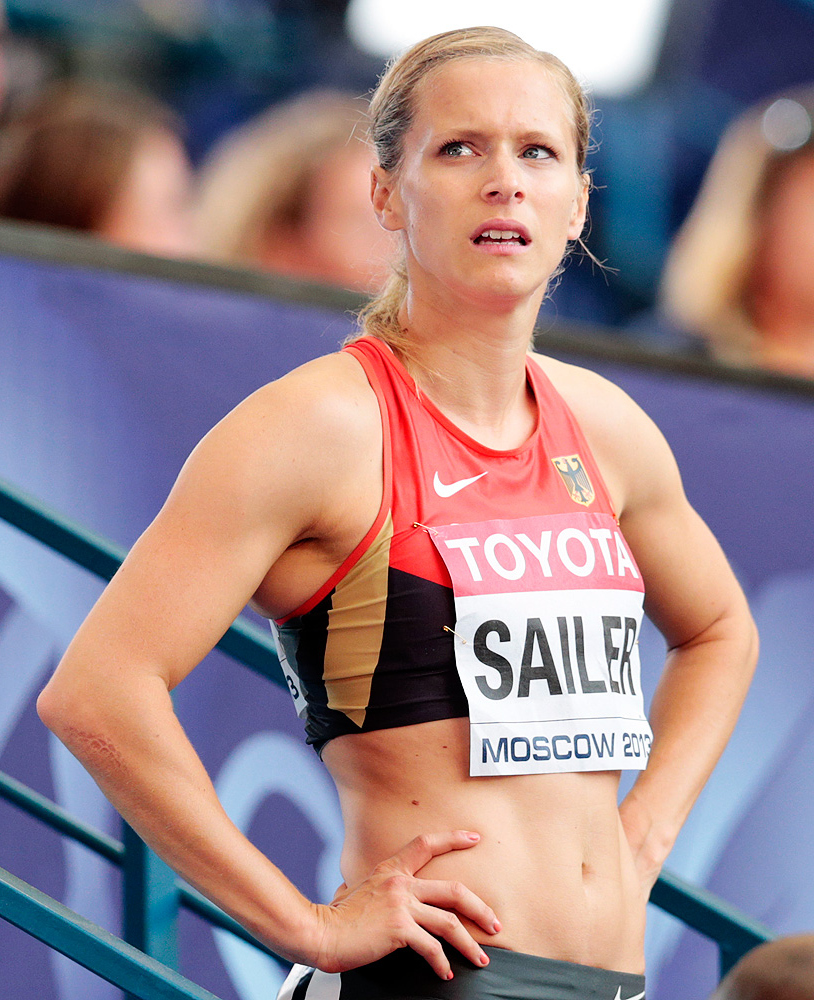
Bei den Weltmeisterschaften 2013

2010 wurde Sailer in Braunschweig zum fünften Mal in Folge Deutsche Meisterin. Mit der schnellsten Vorlaufzeit von 11,27 s auf 100 Meter erreichte sie das Halbfinale der Europameisterschaften 2010 in Barcelona. Im Halbfinale qualifizierte sie sich mit der schnellsten Zeit, 11,06 s, allerdings mit etwas zu starkem Rückenwind, für das Finale. Dort holte sie die Goldmedaille in einer Zeit von 11,10 s. Eine Medaille mit der 4-mal-100-Meter-Staffel verpasste sie nach einem Wechselfehler mit Anne Möllinger im Vorlauf. Wegen Beschwerden mit der Achillessehne beendete Sailer vorzeitig die Saison 2011, um ihre Teilnahme an den Olympischen Spielen 2012 in London nicht zu gefährden.
Im Juni 2012 erfüllte sie in Mannheim die Norm für die Olympischen Spiele und wurde eine Woche später in Bochum-Wattenscheid mit 11,22 s zum sechsten Mal Deutsche Meisterin. Bei den Europameisterschaften 2012 in Helsinki erreichte sie im Endlauf der 100-Meter-Disziplin mit einer Zeit von 11,42 s. den 6. Platz. Anschließend führte sie die deutsche 4-mal-100-Meter-Staffel um Leena Günther, Anne Cibis und Tatjana Pinto als Schlussläuferin zum Titelgewinn. Bei ihrem letzten Wettkampf vor den Olympischen Spielen stellte sie in Weinheim mit 11,05 s eine neue persönliche Bestleistung auf. Mit einer Zeit von 11,12 s erreichte sie bei den Olympischen Spielen in London das Halbfinale im 100-Meter-Lauf. Mit der 4-mal-100-Meter-Staffel, die in derselben Besetzung antrat wie kurz davor bei den Europameisterschaften, erreichte sie den Endlauf und belegte in 42,67 s Platz 5.

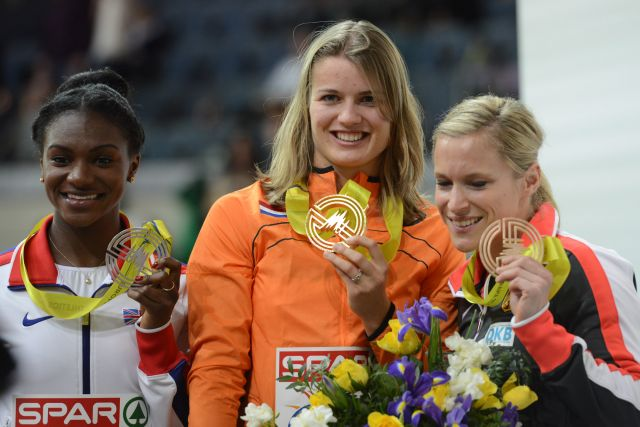
Bei den Halleneuropameisterschaften 2015

2013 wurde Sailer zum fünften Mal deutsche Hallenmeisterin über 60 Meter. Eine Woche später verbesserte sie bei den Halleneuropameisterschaften in Göteborg ihre Bestzeit auf 7,12 s und belegte Rang acht. In Ulm wurde sie in 11,09 s ein weiteres Mal Deutsche Meisterin. Kurz vor den Weltmeisterschaften in Moskau stellte sie beim Weinheimer Meeting mit 11,02 s eine neue persönliche Bestleistung auf, ehe sie bei den Weltmeisterschaften selbst das Halbfinale erreichte.
2015 gewann sie bei den Halleneuropameisterschaften in Prag die Bronzemedaille. Mit der deutschen 4-mal-100-Meter-Staffel schaffte sie bei den Weltmeisterschaften in Peking auf Position vier laufend mit Rebekka Haase, Alexandra Burghardt und Gina Lückenkemper den fünften Platz. Nach den Weltmeisterschaften beendete Sailer beim ISTAF in Berlin ihre Laufbahn. Neben ihren internationalen Erfolgen wurde sie insgesamt achtmal über 100 Meter und dreimal mit der 4-mal-100-Meter-Staffel Deutsche Meisterin.
Verena Sailer ist 1,66 m groß und das Wettkampfgewicht war 57 kg. Sie startete bis Ende 2008 für das LAC Quelle Fürth. Danach wechselte sie mit ihrem Trainer Valerij Bauer zur MTG Mannheim.

## Persönliche Bestleistungen
- 100 Meter: 11,02 s, Weinheim, 2. August 2013
- 60 Meter (Halle): 7,08 s, Prag, 8. März 2015

Mit ihrer Zeit von 11,02 s liegt Sailer auf Platz acht der ewigen deutschen Bestenliste. Laut Doping-Experte Werner Franke ist sie aber die schnellste Deutsche, weil die vor ihr liegenden Frauen ihre Zeiten unsauber erzielt hätten. Inzwischen haben die beiden Sprinterinnen Tatjana Pinto (11,00) und Gina Lückenkemper (10,95) die Zeit von Verena Sailer noch unterboten.

## Leistungsentwicklung
| 2003 | 11,58 s |
| 2004 | 11,49 s |
| 2006 | 11,43 s |
| 2007 | 11,31 s |
| 2008 | 11,28 s |
| 2009 | 11,18 s |
| 2010 | 11,10 s |
| 2012 | 11,05 s |
| 2013 | 11,02 s |
| 2014 | 11,14 s |
| 2015 | 11,10 s |

## Bisherige Vereine
- TSV 1862 Illertissen
- SC Vöhringen
- TV Kempten 1856
- TSV 1860 München (in der Startgemeinschaft LAC Quelle Fürth/ München 1860)
- MTG Mannheim

## Auszeichnungen und Ehrungen
- Sportlerin des Jahres 2009 der Stadt Kempten (Allgäu)
- 2010: Bambi in der Kategorie Sport zusammen mit Verena Bentele
- Platz drei deutsche Sportlerin des Jahres 2010
- Sportlerin der Jahre 2010 und 2013 der Stadt Mannheim[11]
- Leichtathletin des Jahres 2010
- Rudolf-Harbig-Gedächtnispreis 2016